# Philipp IV. (Hanau-Lichtenberg)
Philipp IV. von Hanau-Lichtenberg (* 20. Oktober 1514 in Babenhausen; † 19. Februar 1590 in Lichtenberg) war von 1538 bis 1590 regierender Graf von Hanau-Lichtenberg. Vor seinem Regierungsantritt hatte er die Geschäfte für seinen erkrankten Vater, Graf Philipp III., schon einige Jahre geführt. Er interessierte sich sehr für Alchemie.

## Regierung

### Reformation

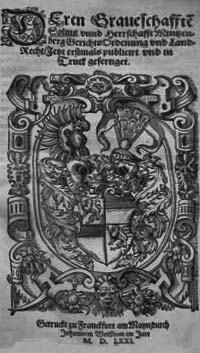
Solmser Landrecht, Titelblatt der Ausgabe von 1571

Philipp IV. stand im Gegensatz zu seinem Vater voll hinter der Reformation, die in der lutherischen Variante in der Grafschaft Fuß fasste. Pfarrstellen besetzte nun er selbst, so etwa nach einer langen Vakanz 1542 die in Buchsweiler, mit einem Pfarrer, der der neuen Lehre verpflichtet war. Dabei wirkten als Theologen unter anderem mit: Erasmus Sarcerius und Magister Philipp Neunheller, der Reformator der Grafschaft Hanau-Münzenberg. Der Gottesdienst in neuer Form wurde ab 1544 allgemein eingeführt, und am 28. Mai 1545 berief der Graf eine Synode aller Pfarrer der Grafschaft Hanau-Lichtenberg in Buchsweiler ein, um sie auf die neue Lehre zu verpflichten. Das geschah offensichtlich sehr zögerlich, und der Prozess des Austauschs der Pfarrerschaft zu Bekennern der lutherischen Lehre zog sich wohl bis in die 1560er Jahre hin. Eine landeseigene Kirchenverwaltung wurde errichtet.
Am Reichstag in Augsburg, der 1555 den Augsburger Religionsfrieden beschloss, nahm er teil, ebenso am dortigen Reichstag 1566 und am Reichstag in Speyer 1570. Maximilian II. forderte Graf Philipp IV. auf, während des 1566 nach Augsburg einberufenen Reichstags in den kaiserlichen Hofrat einzutreten. Die für den evangelischen Gottesdienst nicht mehr benötigten katholischen Ausstattungsstücke der Kirchen wurden ab 1558 verkauft. Das säkularisierte Kloster Patershausen tauschte Philipp IV. 1567 gegen mainzische Besitzungen bei Brumath. 1573 wurde eine Kirchenordnung für die Grafschaft Hanau-Lichtenberg erlassen. Er unterzeichnete 1579 die Konkordienformel von 1577 und gehörte 1580 zu den Mitunterzeichnern des Konkordienbuchs.
Graf Philipp IV. verfügte mit einer mit Verordnung vom 24. August 1579, dass das Solmser Landrecht auch für das Amt Babenhausen gelten solle. Das Gemeine Recht galt dort nur noch, wenn Regelungen des Solmser Landrechts für einen Sachverhalt keine Bestimmungen enthielten. Das Solmser Landrecht blieb hier bis zum Ende des 19. Jahrhunderts, auch noch während der Zugehörigkeit zum Großherzogtum Hessen, geltendes Recht. Es wurde erst zum 1. Januar 1900 von dem einheitlich im ganzen Deutschen Reich geltenden Bürgerlichen Gesetzbuch abgelöst.

### Vormundschaften in Hanau-Münzenberg
Für den minderjährigen Grafen Philipp Ludwig I. von Hanau-Münzenberg übernahm er zusammen mit Graf Johann VI. von Nassau-Dillenburg ab 1561 die Vormundschaft. Gleiches geschah erneut für die Kinder des Grafen Philipp Ludwig I., als dieser sehr früh verstarb. 1580 wurde in Hanau-Münzenberg so erneut eine Vormundschaft für die minderjährigen Erben, Philipp Ludwig II. und Albrecht von Hanau-Münzenberg, eingerichtet. Neben Philipp IV. von Hanau-Lichtenberg waren daran beteiligt Graf Johann VI., der Ältere, von Nassau-Dillenburg und Graf Ludwig I. von Sayn-Wittgenstein. Im Hinblick auf Graf Albrecht, der erst im Jahr vor dem Tod seines Vaters geboren wurde, und erheblicher Streitigkeiten zwischen allen Beteiligten konnte die Vormundschaft erst 1608 beendet werden. Philipp IV. von Hanau-Lichtenberg, für damalige Verhältnisse hochbetagt, ließ sich 1585 als Vormund durch seinen Sohn, Philipp V. von Hanau-Lichtenberg ersetzen.
Schon 1581 vermählte sich die Hanau-Münzenberger Gräfinwitwe Magdalena mit Graf Johann VII., dem Mittleren, von Nassau-Siegen, dem Sohn des Mitvormunds. Dadurch kamen die Mündel, Philipp Ludwig II. und Albrecht, an den Nassau-Dillenburger Hof, ein Zentrum der reformierten Glaubensrichtung und eng mit dem ebenfalls reformierten kurpfälzischen Hof verbunden. Diesem reformierten Einfluss widersetzten sich der lutherische Mitvormund Philipp IV. von Hanau-Lichtenberg und später sein Sohn Philipp V. vehement, wenn auch vergeblich. Philipp V. versuchte, den ebenfalls lutherischen Herzog Reichard von Pfalz-Simmern in die Vormundschaft zu lancieren, was ihm trotz eines entsprechenden Mandats des Reichskammergerichts aber nicht gelang.  Die reformierte Mehrheit der Vormundschaft verhinderte die Huldigung der Hanau-Münzenberger Untertanen gegenüber dem Herzog. Es gelang ihr darüber hinaus, den Pfalzgrafen und Kuradministrator Johann Kasimir von Pfalz-Lautern als „Obervormund“, ein reines Ehrenamt, zu installieren, damit aber die reformierte Position innerhalb der Vormundschaft gleichwohl weiter zu stärken.

### Territorialpolitik
Widerstand gegen die Hanau-Lichtenberger Reformationspolitik ging auch von Kurmainz aus, das sich in den gemeinsamen Kondominien (Ober-Roden, Niederroden) durchsetzen konnte. Diese blieben römisch-katholisch. Aus den kriegerischen Auseinandersetzungen der zweiten Hälfte des 16. Jahrhunderts, die die Religionsfrage oft zum Vorwand nahmen, konnte Philipp IV. sein Territorium weitestgehend heraushalten.
1570 gelangte der Besitz der ehemaligen Herrschaft Lichtenberg nach dem Tod des letzten Miterben, des Grafen Jakob von Zweibrücken-Bitsch, insgesamt an Hanau-Lichtenberg. Dazu zählte auch die zweite Hälfte der Burg Lichtenberg, deren anderer Teil sich bereits in den Händen von Hanau-Lichtenberg befand. Die Burg wurde nun im Auftrag Philipps IV. von dem Festungsbaumeister Daniel Specklin saniert und modernisiert.
Philipp IV. war bemüht, einen „Erbverein“ der beiden Hanauer Linien, Hanau-Münzenberg und Hanau-Lichtenberg, zustande zu bringen, der die gegenseitige Stellung als Erben über die reine verwandtschaftliche Beziehung hinaus nochmals bestätigen sollte.
Kaiser Maximilian II. ernannte Philipp IV. 1565 zu seinem Rat, ebenso Kaiser Rudolf II.

### Bewertung
Philipp IV. ist das Mitglied der Familie von Hanau, das am längsten gelebt und der Graf aus dem Haus Hanau, der am längsten regiert hat. Er war der erste Graf von Hanau-Lichtenberg, der den Schwerpunkt seines Aufenthalts und seiner Politik nicht in Babenhausen, sondern in den viel größeren elsässischen Besitzungen sah und dorthin verlegte. Gleichwohl ließ er 1578 den Südflügel des Babenhauser Schlosses errichten. Außerdem kaufte er die Burg Falkenstein und ließ auf dazugehörigem Gelände das Schloss Philippsburg errichten, um das sich der gleichnamige Ort (heute: Philippsbourg) entwickelte. Aufgrund seines hohen Alters trat er 1585 die Regierungsgeschäfte an seinen Sohn, Philipp V., ab.

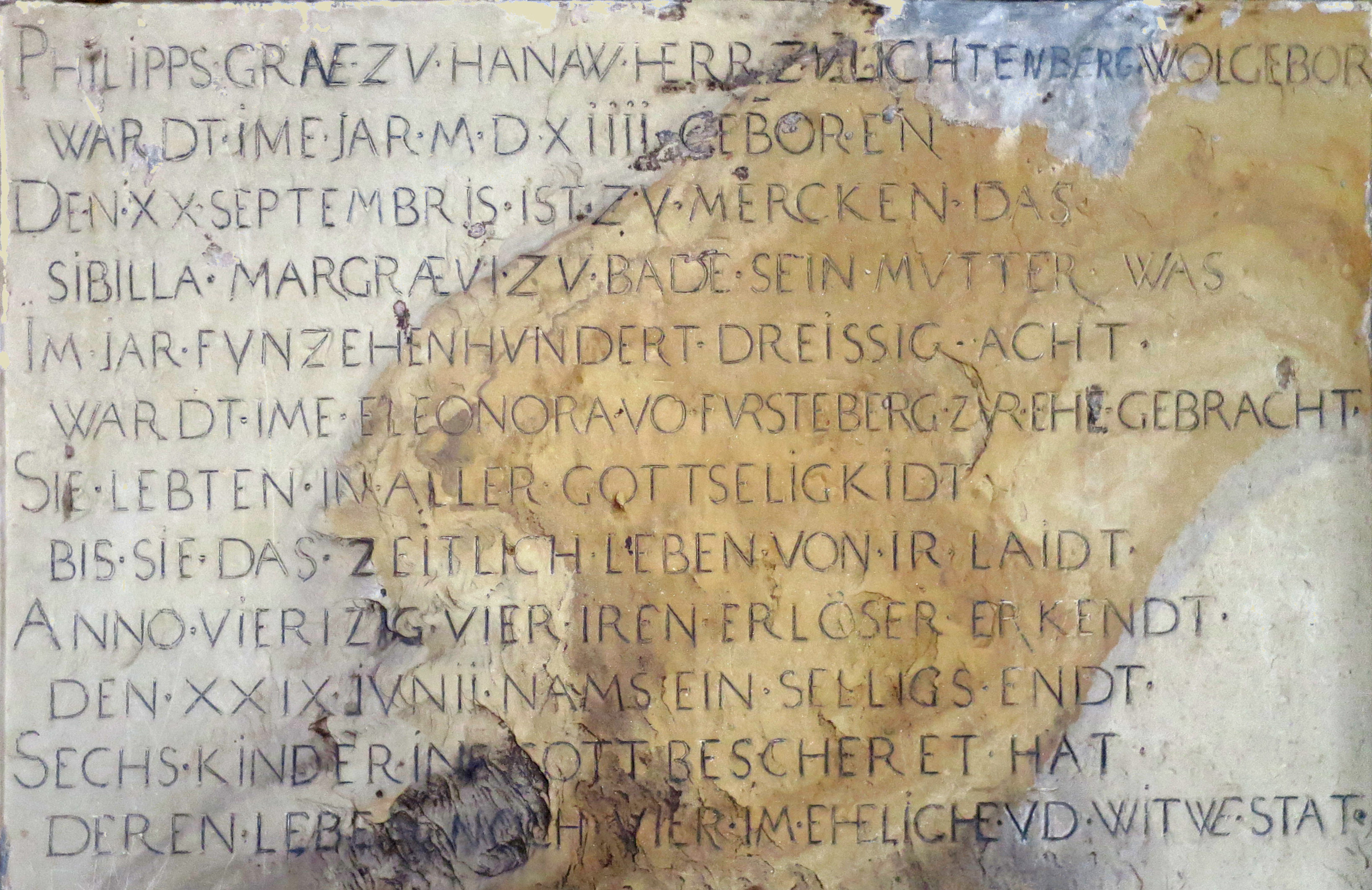
Gedenktafel in der Burgkapelle Lichtenberg

## Tod
Krankheitsbedingt trat Philipp IV. die Regierungsgeschäfte 1585 an seinen Sohn, Philipp V., ab. Philipp IV. starb am 19. Februar 1590 auf der Burg Lichtenberg.  Eine Leichenpredigt ist erhalten. Beigesetzt wurde er in der Kirche St-Adelphe in Neuweiler. Eine Gedenktafel an ihn und seine Frau ist in der Kapelle der Burg erhalten, vielleicht der Rest eines Epitaphs.

## Familie
Philipp IV. heiratete am 22. August 1538 in Heiligenberg Eleonore von Fürstenberg (* 11. Oktober 1523; † 23. Juni 1544). Aus dieser Ehe gingen hervor:
1. Amalie (* 23. Februar 1540[11], in Buchsweiler, heute: Bouxwiller; † 1. Mai 1540).
2. Philipp V. (* 21. Februar 1541, Buchsweiler; † 2. Juni 1599).
3. Anna Sibylle (* 16. Mai 1542; † 24. März 1612).
4. Johanna (* 23. Mai 1543, Buchsweiler; † 5. Dezember 1599 in Babenhausen, dort beigesetzt).
5. Eleonore (* 26. April 1544, Buchsweiler; † 6. Januar 1585, bestattet in Ingelfingen[12]), verheiratet mit Albrecht von Hohenlohe-Weikersheim-Langenburg (* 28. Mai 1543; † 16. November 1575). Diese Ehe blieb kinderlos.

Seinen einzigen Sohn und Nachfolger, Philipp V., verheiratete Philipp IV. im Jahr 1560 entgegen seiner sonst der lutherischen Lehre verbundenen Religionspolitik mit der weitläufig verwandten römisch-katholischen Ludovica Margaretha von Zweibrücken-Bitsch, der Erbtochter des letzten Grafen von Zweibrücken-Bitsch, Jakob. Das Erbe war wichtiger als die Konfession.

## Vorfahren
| Ahnentafel Graf Philipp IV. von Hanau-Lichtenberg | Ahnentafel Graf Philipp IV. von Hanau-Lichtenberg                                                 | Ahnentafel Graf Philipp IV. von Hanau-Lichtenberg                                                       | Ahnentafel Graf Philipp IV. von Hanau-Lichtenberg                                                                                                 | Ahnentafel Graf Philipp IV. von Hanau-Lichtenberg                                                        | Ahnentafel Graf Philipp IV. von Hanau-Lichtenberg | Ahnentafel Graf Philipp IV. von Hanau-Lichtenberg |
| ------------------------------------------------- | ------------------------------------------------------------------------------------------------- | --- | --- | --- | ------------------------------------------------- | ------------------------------------------------- |
| Urgroßeltern                                      | Philipp I. von Hanau-Lichtenberg (* 1417; † 1480) ⚭ Anna von Lichtenberg (* 1442; † 1474)         | Ludwig II. von Isenburg-Büdingen (* 1422; † 1511) ⚭ Maria von Nassau-Wiesbaden-Idstein (* 1438; † 1480) | Karl I. von Baden († 1475) ⚭ Katharina von Österreich (* 1424; † 1493), Tochter von Herzog Ernst dem Eisernen und Herzogin Cimburgis von Masowien | Philipp der Jüngere von Katzenelnbogen (* 1427; † 1453) ⚭ Ottilie von Nassau-Dillenburg (* 1437; † 1493) |                                                   |                                                   |
| Großeltern                                        | Philipp II. von Hanau-Lichtenberg (* 1462; † 1504) ⚭ Anna von Isenburg-Büdingen († 1522)          | Philipp II. von Hanau-Lichtenberg (* 1462; † 1504) ⚭ Anna von Isenburg-Büdingen († 1522)                | Christoph I. von Baden-Sponheim (* 1453; † 1527) ⚭ Ottilie von Katzenelnbogen (* 1451; † 1517)                                                    | Christoph I. von Baden-Sponheim (* 1453; † 1527) ⚭ Ottilie von Katzenelnbogen (* 1451; † 1517)           |                                                   |                                                   |
| Eltern                                            | Philipp III. von Hanau-Lichtenberg (* 1482; † 1538) ⚭ Sibylle von Baden-Sponheim (* 1485; † 1518) | Philipp III. von Hanau-Lichtenberg (* 1482; † 1538) ⚭ Sibylle von Baden-Sponheim (* 1485; † 1518)       | Philipp III. von Hanau-Lichtenberg (* 1482; † 1538) ⚭ Sibylle von Baden-Sponheim (* 1485; † 1518)                                                 | Philipp III. von Hanau-Lichtenberg (* 1482; † 1538) ⚭ Sibylle von Baden-Sponheim (* 1485; † 1518)        |                                                   |                                                   |
| Philipp IV. von Hanau-Lichtenberg                 |                                                                                                   | | | |                                                   |                                                   |